# Chlorodynerus sanctus
Chlorodynerus sanctus är en stekelart som först beskrevs av Blüthgen 1954.  Chlorodynerus sanctus ingår i släktet Chlorodynerus och familjen Eumenidae. Inga underarter finns listade i Catalogue of Life.